# Ceres (planeta nan)
Ceres (designació de planeta menor: (1) Ceres) és el planeta nan més petit del sistema solar i, alhora, l'asteroide més gros del cinturó principal. Es tracta de l'únic planeta nan situat al cinturó d'asteroides. Fa aproximadament 940 km de diàmetre i representa un 30% de la massa total del cinturó. Fou el primer asteroide conegut. Giuseppe Piazzi el descobrí l'1 de gener del 1801 des de l'Observatori Astronòmic de Palerm (Sicília), que poc després anunciaria com la detecció d'un nou «planeta».
Com que és tan petit, no es pot veure a ull nu ni tan sols en el seu pic de lluminositat, excepte quan el cel és extremament fosc.
Les observacions recents han revelat que és esfèric, en contrast amb les formes irregulars de cossos més petits amb menor gravetat. La superfície de Ceres, probablement, és feta d'una barreja de gel d'aigua i hidrats minerals diversos tals com carbonats i argiles. Ceres sembla estar diferenciat en un nucli rocós i un mantell de gel. Podria abrigar un oceà d'aigua líquida sota la superfície, fet que el fa ser un objectiu potencial en la recerca de vida extraterrestre.
Piazzi el va batejar com a Ceres Ferdinandea per la Ceres, dea romana de les plantes i l'amor maternal i patrona de Sicília, i pel rei Ferran I de les Dues Sicílies, patró de la seva obra. El cognom Ferdinandea es va eliminar per raons polítiques. Finalment i després d'haver sigut considerat com el primer asteroide durant més de 200 anys, el 24 d'agost del 2006 la UAI ha decidit incloure'l en la nova categoria de planetes nans junt amb Plutó i Eris (abans 2003 UB313).
La magnitud aparent de Ceres oscil·la entre 6.7 i 9.3, insuficient per observar-lo a ull nu. El 27 de setembre del 2007, la NASA va llançar la missió Dawn per a explorar Vesta (2011-2012) i Ceres (2015). La sonda va entrar en òrbita al voltant de Ceres el 6 de març de 2015.

## Nom
Piazzi, originalment, va suggerir el nom italià de Ceres Ferdinandea per a aquest cos, en referència a la figura mitològica Ceres (dea romana de les plantes) i el rei Ferran III de Sicília. Ferdinandea no era acceptable per a altres nacions del món i aquesta part del nom fou eliminada. Ceres també fou anomenat Hera durant un breu període a Alemanya. A Grècia, s'anomenava Δήμητρα (Demèter), en referència a l'equivalent grega de Ceres; en anglés, Demèter és el nom d'un asteroide ((1108) Demeter). El símbol astronòmic de Ceres és una falç (), similar al símbol de Venus () que és el símbol del gènere femení. L'element ceri fou anomenat en referència a Ceres. L'element pal·ladi fou originalment anomenat també en referència a Ceres, però el descobridor va canviar el seu nom després que el ceri rebés el seu. Pal·ladium rep el seu nom en referència a l'asteroide (2) Pal·les.

## Estatus

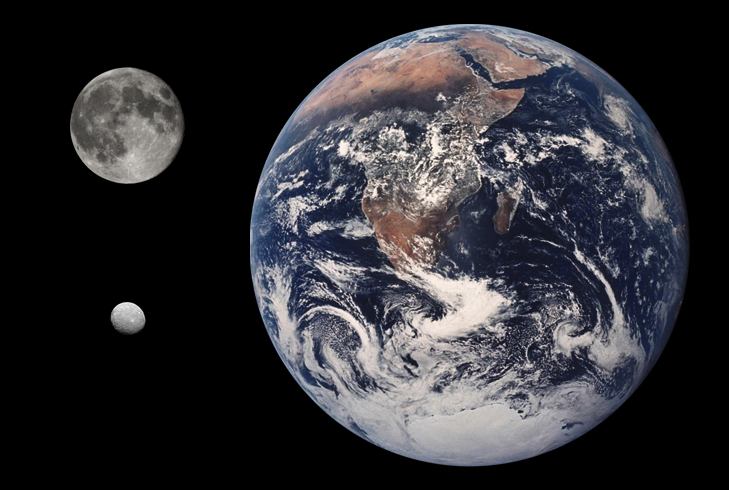
Ceres (a baix a l'esquerra), la Lluna i la Terra. Muntatge fotogràfic a escala.

La classificació de Ceres ha canviat més d'una vegada al llarg de la història i ha sigut objecte de desacords. Johann Elert Bode creia que Ceres era el «planeta perdut» que ell havia proposat que havia d'existir entre Mart i Júpiter, a una distància de 410 milions de km (2,8 ua) des del Sol. Ceres fou assignat com a símbol planetari, i fou allistat com a planeta en els llibres d'astronomia i taules (juntament amb (2) Pal·les, (3) Juno i (4) Vesta durant més o menys mig segle fins que es van trobar més asteroides.
Tot i que foren descoberts nous objectes en la mateixa àrea, els astrònoms es van adonar que Ceres representava el primer d'una classe de cossos molt similars. Dir William Herschel l'any 1802 emprà per primera vegada el terme asteroide ('similar a un estel') per a aquests cossos, tot escrivint «semblen petites estrelles en tant que són difícils de distingir d'aquestes, fins i tot emprant telescopis molt bons». Com a primer cos d'aquest tipus a ser descobert, va rebre la designació d'(1) Ceres sota el sistema modern d'enumeració d'asteroides.
El debat de l'any 2006 sobre Plutó i sobre el fet que constitueix un 'planeta' va dur que Ceres fos considerat en la reclassificació com a planeta. Una proposta de la Unió Astronòmica Internacional per a la definició de planeta hauria definit un planeta com «un cos celestial que (a) té prou massa perquè la seva gravetat superi les forces de cos rígid i, per tant, adopta una forma (quasi esfèrica) en equilibri hidroestàtic, i (b) es troba en una òrbita al voltant d'una estrella, i no és ni una estrella ni un satèl·lit d'un planeta». Si s'hagués adoptat aquesta resolució, hauria fet de Ceres el cinqué planeta en ordre des del Sol. De tota manera, aquesta definició no fou acceptada, i al seu lloc una definició alternativa de «planeta» entrà en ús a partir del 24 d'agost del 2006: un planeta és «un cos celestial que està en òrbita al voltant del Sol, té prou massa perquè la seva pròpia gravetat superi les forces de cos rígid i s'assumeix a... una forma quasi esfèrica, i ha netejat el seu veïnat al voltant de la seva òrbita». Segons aquesta definició, Ceres no és un planeta (ja que comparteix la seva òrbita amb centenars d'altres asteroides en el cinturó d'asteroides), i avui en dia es classifica com a «planeta nan» (juntament amb Plutó, Makemake, Haumea i Eris).

## Característiques físiques

Comparació de mida: els 10 primers asteroides perfilats en comparació amb la Lluna. Ceres és el situat més a l'esquerra.

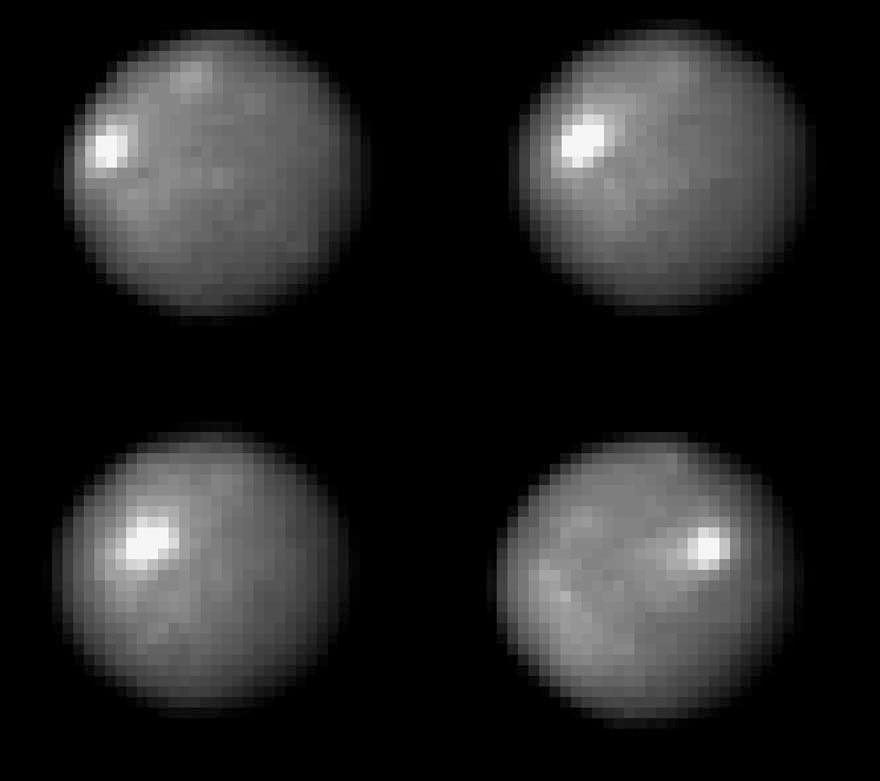
Imatges de Ceres del telescopi espacial Hubble, preses el 2003/04 amb una resolució d'uns 30 km. La naturalesa dels punts brillants és incerta.

Ceres és l'objecte més gros del cinturó d'asteroides, que està entre Mart i Júpiter. Se sap que el cinturó de Kuiper conté objectes més grossos, incloent-hi Plutó, (50000) Quaoar, i (90482) Orc, mentre que Eris (planeta nan), el més llunyà, situat al disc dispers, és el més gros de tots aquests cossos.
La massa de Ceres s'ha determinat a partir de l'anàlisi de la influència que exerceix sobre els petits asteroides. Els resultats obtinguts per diferents autors són lleugerament diferents. La mitjana dels tres valors més precisos fins al 2008 dona un valor aproximat de 9,4×1020 kg. Amb aquesta massa, Ceres comprèn aproximadament un terç de la massa total estimada 3,0 ± 0,2 ×1021 kg dels asteroides del sistema solar. Tot plegat suma un quatre per cent de la massa de la Lluna.
La mida i massa de Ceres són suficients per a conferir-li una forma quasi esfèrica. Això indica que està proper a l'equilibri hidroestàtic. En contrast, altres asteroides de gran mida com (2) Pal·les, (3) Juno,
i (4) Vesta són de forma irregular.

### Estructura interna
Peter Thomas de la Universitat Cornell ha proposat que Ceres té un interior diferenciat; constituït per roca i cobert per un mantell de gel. El gruix d'aquest mantell d'entre 120 i 60 km podria contenir uns 200 milions de quilòmetres cúbics d'aigua (16-26 per cent de la massa de Ceres; 30-60 per cent per volum, que és més que tota la quantitat d'aigua dolça a la Terra. Aquest resultat recolza en les observacions fetes pel telescopi Keck el 2002 i pel modelatge evolutiu També, algunes característiques de la seva superfície i història (tals com la seva distància del Sol, que manté la forta radiació en un nivell baix, que possiblement permet al planeta retenir alguns dels seus elements primordials), indica la presència de materials volàtils a l'interior de Ceres.

### Superfície
La composició de la superfície de Ceres és semblant a la dels asteroides de tipus C. De tota manera, hi ha diferències. Els materials hidratats són trets omnipresents en l'espectre infraroig de Ceres, això indica la presència de quantitats significatives d'aigua en l'interior d'aquest cos. Altres possibles constituents de la superfície podrien ser argiles riques en ferro (cronstedtita, carbonat, dolomita i siderita), que són minerals comuns en meteorits de condrita carbonatada. Els trets espectrals d'argiles i carbonats normalment són absents en l'espectre d'altres asteroides de tipus C. A vegades, es classifica Ceres com a asteroide de tipus G.
La superfície de Ceres és relativament calenta. La temperatura màxima amb el Sol de front es va estimar en 235 K (uns −38°C) al 5 maig del 1991. Tenint en compte també la distància heliocèntrica en el temps, això dona un màxim estimat de 239 K al periheli.

Diagrama mostrant l'estructura interna de Ceres

Només uns pocs trets han sigut ambiguament detectats en la superfície de Ceres. Imatges ultraviolades d'alta definició preses pel telescopi espacial Hubble l'any 1995 mostren un punt fosc sobre la superfície que ha rebut el sobrenom de Piazzi en honor del descobridor de Ceres. S'ha pensat que es podria tractar d'un cràter. Més tard, imatges d'infraroig proper amb major resolució preses durant una rotació sencera amb el telescopi Keck utilitzant òptica adaptativa mostrà nombrosos trets brillants i foscos movent-se amb la rotació del planeta nan. Dos trets foscos tenen forma circular i presumiblement es tracta de cràters; s'observà que un d'aquests tenia una regió central brillant, mentre que l'altre fou identificat com el Piazzi. Imatges més recents de llum visible fetes pel telescopi espacial Hubble de la rotació sencera preses el 2003 i 2004 van mostrar 11 trets recognoscibles a la superfície, la naturalesa dels quals roman incerta. Un d'aquests trets correspon a Piazzi.
Aquestes últimes observacions també van determinar els punts del pol nord en direcció a l'ascensió recta 19 h 24 min (291°), declinació +59°, en la constel·lació de Draco. Això vol dir que l'obliqüitat de Ceres és molt petita —de l'ordre de 3°.

## Recerca
Una ocultació d'una estrella per Ceres va ser observada a Mèxic, Florida, i al llarg del Carib el 13 de novembre del 1984.
El 2001, el telescopi espacial Hubble va fotografiar Ceres. Les imatges són de baixa resolució, però confirmen que l'asteroide és esfèric, i mostra un punt fosc en la seua superfície, que és probablement un cràter. Va ser anomenat Piazzi pel descobridor de Ceres.
Ceres va ser visible a finals del 2002 usant prismàtics.
Recentment, Ceres va ser estudiat amb el telescopi Keck. Usant òptica adaptativa, es va aconseguir una resolució de 50 km/píxel, sobrepassant els resultats del Hubble. El Keck va ser capaç de distingir dos grans trets d'albedo fosca, probablement cràters d'impacte. El major té una regió central més brillant. Piazzi no era visible en les imatges del Keck.
La NASA ha enviat una missió anomenada Dawn (en anglès, 'alba') per a visitar Ceres. La data de llançament va ser el 27 de setembre del 2007, amb una cita orbital amb l'asteroide al març del 2015.

## Curiositats
L'element químic ceri (nombre atòmic 58) va ser descobert el 1803 i va prendre el nom de l'asteroide, que s'havia descobert dos anys abans.